# Nordbodsjön
Nordbodsjön är en sjö i Strömsunds kommun i Jämtland och ingår i Ångermanälvens huvudavrinningsområde. Sjön har en area på 0,0967 kvadratkilometer och ligger 330,7 meter över havet. Sjön avvattnas av vattendraget Vågsån.

## Delavrinningsområde
Nordbodsjön ingår i det delavrinningsområde (710240-148275) som SMHI kallar för Mynnar i Ströms Vattudal. Medelhöjden är 383 meter över havet och ytan är 11,87 kvadratkilometer. Det finns inga avrinningsområden uppströms utan avrinningsområdet är högsta punkten. Vägsån som avvattnar avrinningsområdet har biflödesordning 3, vilket innebär att vattnet flödar genom totalt 3 vattendrag innan det når havet efter 213 kilometer. Avrinningsområdet består mestadels av skog (81 procent). Avrinningsområdet har 0,1 kvadratkilometer vattenytor vilket ger det en sjöprocent på 0,8 procent.